# Chrzypsko Małe
Chrzypsko Małe [pronunciación en polaco: /ˈxʂɨpskɔ ˈmawɛ/] es un pueblo ubicado en el distrito administrativo de Gmina Chrzypsko Wielkie, dentro del Distrito de Międzychód, Voivodato de Gran Polonia, en el oeste de Polonia central. Se encuentra aproximadamente a 3 kilómetros al sureste de Chrzypsko Wielkie, a 25 kilómetros al este de Międzychód, y a 52 kilómetros al noroeste de la capital regional Poznań.